# Barnacle Point
Barnacle Point ist ein Kap an der Nordostküste der Karibikinsel Antigua, im Staat Antigua und Barbuda. Es ist heute gutteils von den Anlagen des Flughafens von Antigua, VC Bird überbaut.

## Lage und Landschaft
Barnacle Point erstreckt sich etwa 8 Kilometer östlich von St. John’s in den North Sound, die von Inseln und Riffen geschützte nordwestliche Bucht der Atlantikküste Antiguas. Die etwa 1 Kilometer lange Halbinsel zieht sich ostwärts und trennt Winthorbes Bay im Norden und Fitches Creek Bay im Süden, die direkt südlich liegende Bucht ist das Ästuar des Winthorpes Foot Creek. Sie bildet gleichzeitig das östliche Kap des Falmouth Harbour, zu dem Fitches Creek eine Nebenbucht bildet, dessen östliche Umfassung ist die Crabbs Peninsula. Gegenüber von Barnacle Point liegt Maiden Island.

## Geschichte und Baulichkeiten

### Fort Byam
Falmouth ist der älteste Hafen der Insel. Schon früh bauten die Engländer hier Fort Byam, eine Anlage, den Old North Sound Harbour, wie die gesamte Hafenbucht von Falmouth anfangs genannt wurde, sicherte. gegenüber auf Crabbs befand sich eine Stellung am Old Fort Point. Ab dem späteren 19. Jahrhundert verfiel die Anlage.

### Coolidge Airfield
Im Zweiten Weltkrieg wurde hier die Coolidge Air Force Base erbaut. Die Amerikaner brauchten einen Stützpunkt für die U-Boot-Abwehr, um Karibik und Golf von Mexiko abzusichern, und der relativ seichte North Sound erschien optimal geeignet. Die Landebahn des Militärflugplatzes verlief direkt über die Halbinsel auf die Bucht hinaus, die Ruinen von Fort Byam fielen den Baumaßnahmen weitgehend zum Opfer. Das Rollfeld wird heute nur als Abstellplatz genutzt, die neue Landebahn des internationalen Flughafen leitet nordwestwärts über die Winthorbes Bay.

### Antigua Air Station (USAF) / Antigua Tracking Station (NASA)
Am Kap befindet sich auch eine militärische Radaranlage, die USAF Antigua Air Station, die auch Raketenstarts von Cape Canaveral, Florida, mitüberwacht.
In den 1990ern wurden hier auch Space-Shuttle-Missionen zu verfolgt (Antigua Tracking Station der NASA),
Die Anlage ersetzte die Dow Hill Tracking Station (1966–1970).
Später wurden auch andere Weltraummissionen verfolgt, etwa die Landung des Mars Science Laboratory 2011.
Für 2014 ist der Abbau der Radaranlage geplant.

## Naturschutz
Südlich der Halbinsel. um den Winthorpes Foot Creek, befinden sich noch mit die besterhaltenen Mangrovensümpfe der Insel, daher ist hier ein Fitches Creek Protected Area (o.n.A) in Diskussion, es soll Winthorpes Foot Creek und Fitches Creek-Ästuar umfassen.
Eine Important Bird Area Fitches Creek Bay wurde von BirdLife International festgestellt, die sich bis hinüber auf die Crabbs-Halbinsel erstreckt.
Die Wasserflächen um Barnacle Point werden im Rahmen des North East Marine Management Area (NEMMA) naturschutzfachlich betreut.